# Wirtschaftsschule KV Zürich

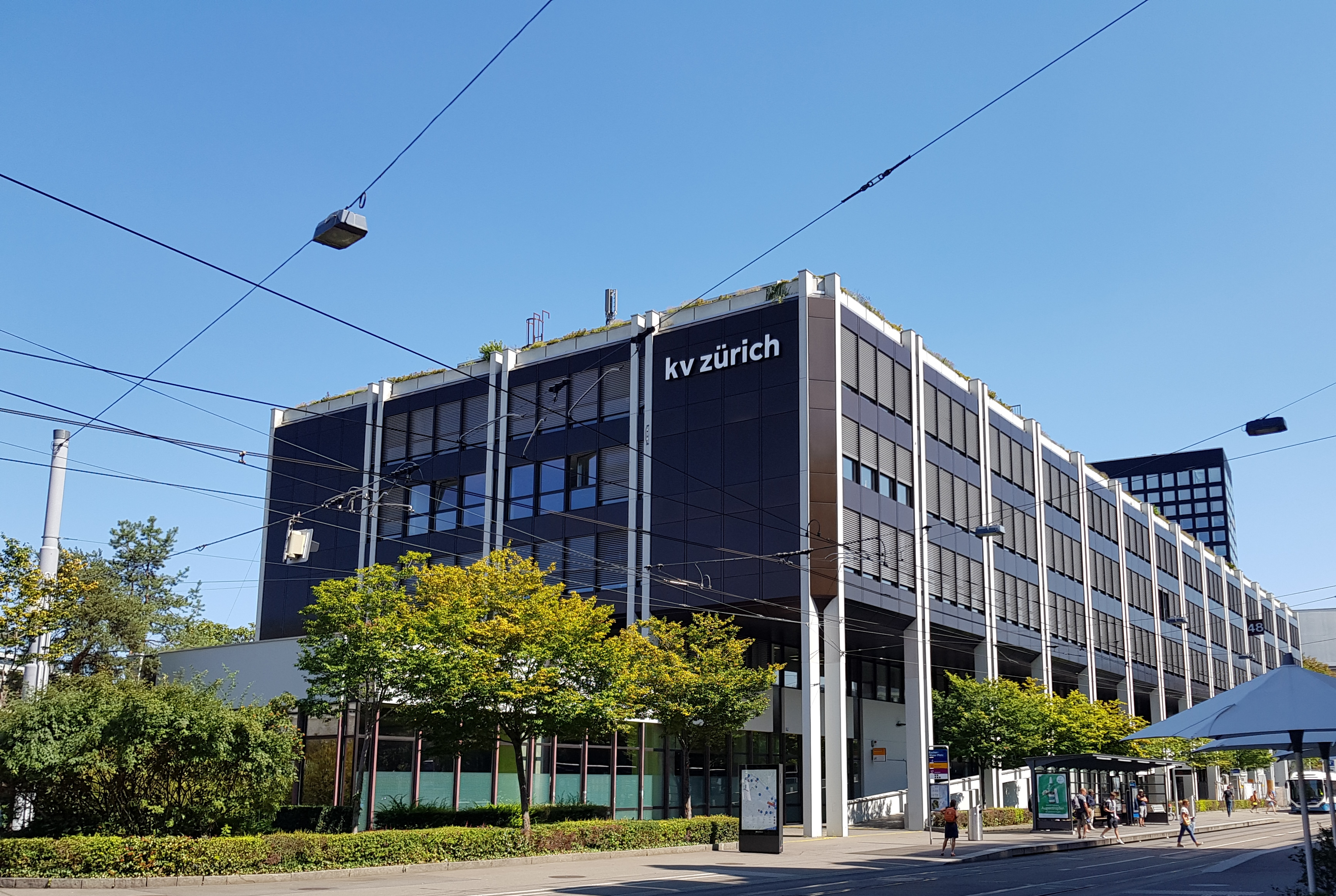
Hauptgebäude KV Zürich

Die Wirtschaftsschule KV Zürich (ehemals KV Zürich Business School) ist eine kaufmännische Berufsschule in Zürich. Sie ist die grösste kaufmännische Berufsschule der Schweiz und zählt zu den grössten Unternehmen des Bildungswesens im deutschsprachigen Raum. Die Schule wird von über 4000 Lernenden, davon über 3500 Lehrlingen, besucht. Das Hauptgebäude der Wirtschaftsschule KV Zürich befindet sich an der Limmatstrasse 310 beim Escher-Wyss-Platz. Weitere Standorte sind das Puls 5 am Turbinenplatz und Räumlichkeiten in der Sihlpost.

## Geschichte
Die Handelsschule des Kaufmännischen Verbandes Zürich wurde 1887 gegründet. 1908 wurde die Diplomprüfung für Buchhalter als erste höhere Fachprüfung eingeführt. 1915 wurde das Vereinshaus und Schulhaus «Zur Kaufleuten» an der Pelikanstrasse bezogen.
1974 zog die Handelsschule in ein neues Schulhaus an der Limmatstrasse beim Escher-Wyss-Platz. Die Anzahl Lehrlinge stieg bis Ende der 1980er Jahre auf rund 6000 an, wodurch weitere Räumlichkeiten benötigt wurden. Hierfür wurde an der nahe gelegenen Heinrichstrasse im Steinfelsareal 1993 ein weiteres Schulhaus eingeweiht. 1998 wurde die Handelsschule KV Zürich in KV Zürich Business School umbenannt. 2018 wurde die KV Zürich Business School in KV Zürich, Die Wirtschaftsschule umbenannt.
Aus organisatorischen Gründen wurden die Schuleinheiten Grundbildung und Weiterbildung gebildet. Um den wachsenden Platzbedarf für Lehrlingsausbildung und Weiterbildungskurse gerecht zu werden, wurde 2004 ein zusätzliches Schulhaus im nahe gelegenen Puls 5 in Betrieb genommen.
Seit März 2016 haust die Schuleinheit Weiterbildung in ihren eigenen Räumlichkeiten an der Sihlpost. Sie bietet zusätzlich zum Lehrgangs- und Kursangebot ca. 150 praxisorientierte Seminare an. Ab Juli 2018 hat sich die Schuleinheit Weiterbildung verselbständigt. Sie tritt neu als AG auf und heisst KV Business School Zürich. Die Schuleinheit Grundbildung ändert ihren Namen von KV Zürich Business School in KV Zürich.

## Bildung

### Grundbildung
Die kaufmännische Grundbildung erfolgt in Kombination mit der praktischen Lehre im Lehrbetrieb, die Schüler besuchen die Schule als Teilzeitausbildung und arbeiten an den restlichen Wochentagen in ihrem Lehrbetrieb. Am Ende der Lehre wird das Eidgenössische Fähigkeitszeugnis erworben.
Die Grundbildung teilt sich in drei verschiedene Schwierigkeitsstufen auf, die sich in Anzahl Stunden pro Woche, Schulfächer und anschliessende Weiterbildungsmöglichkeiten unterscheiden. Im Schuljahr 2018/2019 verteilten sich die Schüler wie folgt auf die unterschiedlichen Profile: B-Profil 615 Lernende, E-Profil 2182 Lernende, M-Profil 775 Lernende und 415 Lernende in der Grundbildung für Erwachsene.

#### Basisbildung (B-Profil)
Die Basisbildung richtet sich vor allem auf kaufmännische Aufgaben mit mehrheitlich ausführendem Charakter. Ein Schwerpunkt liegt im Fachbereich Information, Kommunikation und Administration (IKA), welcher ausführlicher behandelt wird als in den anderen Profilen. Dafür werden die sprachlichen Fächer und Wirtschaft & Gesellschaft weniger behandelt und der Abschluss erfolgt in nur einer Fremdsprache (Französisch oder Englisch) auf dem Niveau B1. Schülerinnen und Schüler im B-Profil besuchen die Schule während der ersten beiden Lehrjahre zwei Tage pro Woche, im letzten Lehrjahr ein Tag pro Woche.

#### Erweiterte Grundbildung (E-Profil)
Die erweiterte Grundbildung ist anspruchsvoller als das B-Profil und unterscheidet sich vor allem darin, dass die Schüler etwa ein Drittel mehr Lektionen in Wirtschaft & Gesellschaft und den sprachlichen Fächern haben. Zudem sind sowohl Französisch als auch Englisch als Unterrichts- und Abschlussfach obligatorisch.

#### Erweiterte Grundbildung mit Berufsmatura (M-Profil)
Die erweiterte Grundbildung mit Berufsmatura ist die anspruchsvollste kaufmännische Ausbildung. Sie kombiniert die erweiterte Grundbildung mit den Anforderungen der kaufmännischen Berufsmaturität. Die Schüler besuchen die Schule während allen drei Jahren zwei Tage pro Woche. Zusätzlich zu allen Fächern des E-Profils werden die Fächer Mathematik, Geschichte & Politik und Technik & Umwelt gelehrt. Zum Abschluss der Fächer Französisch und Englisch müssen anerkannte Sprachdiplome auf dem Niveau B2 erworben werden. Das M-Profil wird auch in bilingualem (Deutsch-Englisch) Format angeboten. Die Zulassung zum M-Profil setzt das bestehen einer Aufnahmeprüfung vor und am Ende jedes Semesters findet eine Promotion statt, bei Nichterreichen der Ziele ist eine Abstufung ins E-Profil möglich.

#### Grundbildung für Erwachsene
Zur Grundbildung zählt auch die Grundbildung für Erwachsene. Diese können auf diesem Weg die Lehrabschlussprüfung nachholen und so den Eidgenössischen Fähigkeitsausweis als Kauffrau/Kaufmann mit Erweiterter Grundbildung erlangen. Weiterhin kann eine kaufmännische Berufsmatura, nach abgeschlossener Lehre absolviert werden.
Zusätzlich bestehen im Bereich der Grundbildung Freifächer und Stützkurse insbesondere im Bereich der Fremdsprachen. Darüber hinaus erfolgen Sprachkurse, die zu Sprachdiplomen führen.

### Weiterbildung
Die Schuleinheit Weiterbildung KV Business School Zürich ist die grösste kaufmännische Weiterbildungsinstitution der Schweiz. Der Unterricht findet im Bildungszentrum Sihlpost an der Sihlpostgasse 2, 8004 Zürich, statt.
Das Angebot umfasst rund 420 Einzelkurse, Module und Bildungsgänge in verschiedenen Fachgebieten, darunter auch Studiengänge, die zu Eidgenössischen Diplomen führen, die Höheren Fachschule für Wirtschaft HFW General Management sowie Deutsch- und Fremdsprachkurse mit anschliessendem Sprachdiplom.
Seit März 2016 bietet die KV Business School Zürich zusätzlich zum Lehrgangs- und Kursangebot ca. 150 praxisorientierte Seminare an.

### Firmenschulung
Für Firmenkunden entwickelt die KV Business School Zürich massgeschneiderte Weiterbildungskonzepte unter anderem in folgenden Bereichen
- Kommunikation, Soft Skills
- Führung, Organisation und Projektmanagement
- Marketing und Verkauf
- Sprachen und Office Management
- Digitale Kompetenzen

## Organisation
Die Trägerschaft der Wirtschaftsschule KV Zürich ist zweigeteilt. Während für den pädagogischen Bereich das Mittelschul- und Berufsbildungsamt des Kantons Zürich zuständig ist, wird die Strategie der Schule durch den Schulrat festgelegt.
Die Koordination aller organisatorischen und betrieblichen Fragen obliegen dem Rektor Christian Wölfle.
Für Betrieb und Infrastruktur ist der Kaufmännische Verband Zürich, der Kantonalen Sektion des Kaufmännischen Verband Schweiz verantwortlich. Dieser ist auch Eigentümer der Schulhäuser.